# Дуб Ракоці
Дуб Ракоці (словац. Rákociho dub) — охоронюване дерево на околиці Стражовських гір, поблизу села Подлужани, Словаччина.
Точний вік цього унікального дерева невідомий, але подейкують, що лідер повстання проти Габсбургів Ференц II Ракоці розбив під ним намет, коли проходив туди зі своїми військами. Дуб розташований на зеленому туристичному знаку, а під ним є столик для пікніка. На навколишніх полях часто з'являються козулі.

## Зовнішні посилання
- Дуб Ракоці в базі даних Держприроди
- www.podluzany.sk